# Rote Samtmilbe
Die Rote Samtmilbe (Trombidium holosericeum) ist eine Art der Milben, die zur Gattung Trombidium in der Familie Trombidiidae aus der Ordnung Trombidiformes gehört. Ohne genaue Betrachtung sind Verwechslungen mit anderen Arten roter Milben möglich.

## Merkmale
Diese Art erreicht erwachsen eine Länge von bis zu vier Millimetern und zählt damit zu den größten Milbenarten in den nördlichen gemäßigten Breiten. Der Körper ist weichhäutig und mit einer dichten scharlachroten Behaarung versehen, so dass ein samtartiger Eindruck entsteht. Die Augen sind klein und deutlich gestielt. Die Kieferklauen (Cheliceren) sind scherenförmig ausgebildet, während die Pedipalpen zu Tastorganen entwickelt sind.

## Verbreitung

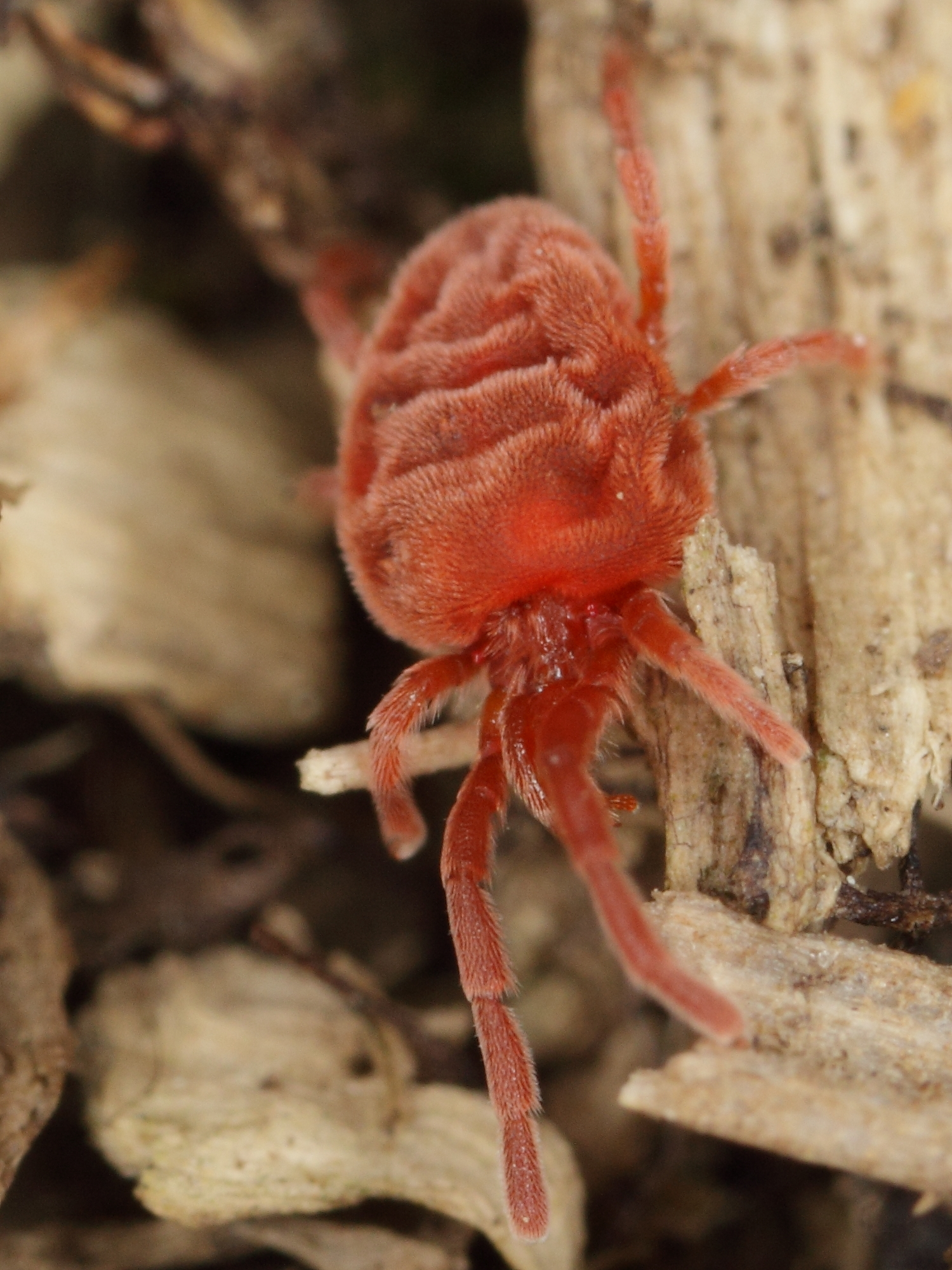
Rote Samtmilbe (Brandenburg)

Die Rote Samtmilbe ist in Mitteleuropa weit verbreitet und nahezu überall häufig anzutreffen. Man sieht sie oft im Sonnenschein am Boden oder auf Mauern herumlaufen. Sie besiedeln verschiedene Lebensräume wie Waldränder, Trockenrasen oder Mauern.

## Lebensweise
Die Larven der Roten Samtmilbe entwickeln sich parasitisch an verschiedenen Insekten wie Schmetterlingen oder Heuschrecken, aber auch an Weberknechten. Dort kann man sie oft als nahezu ungegliederte sackförmige Gebilde unter den Flügeln der Wirte Hämolymphe saugen sehen. Aus den Larven entwickeln sich frei bewegliche Nymphen, deren Lebensweise der der erwachsenen Milben ähnelt. Die am Boden lebenden Tiere saugen vornehmlich Insekteneier aus, jagen aber auch andere kleine Bodentiere.